# Johann Hinrich Fehrs

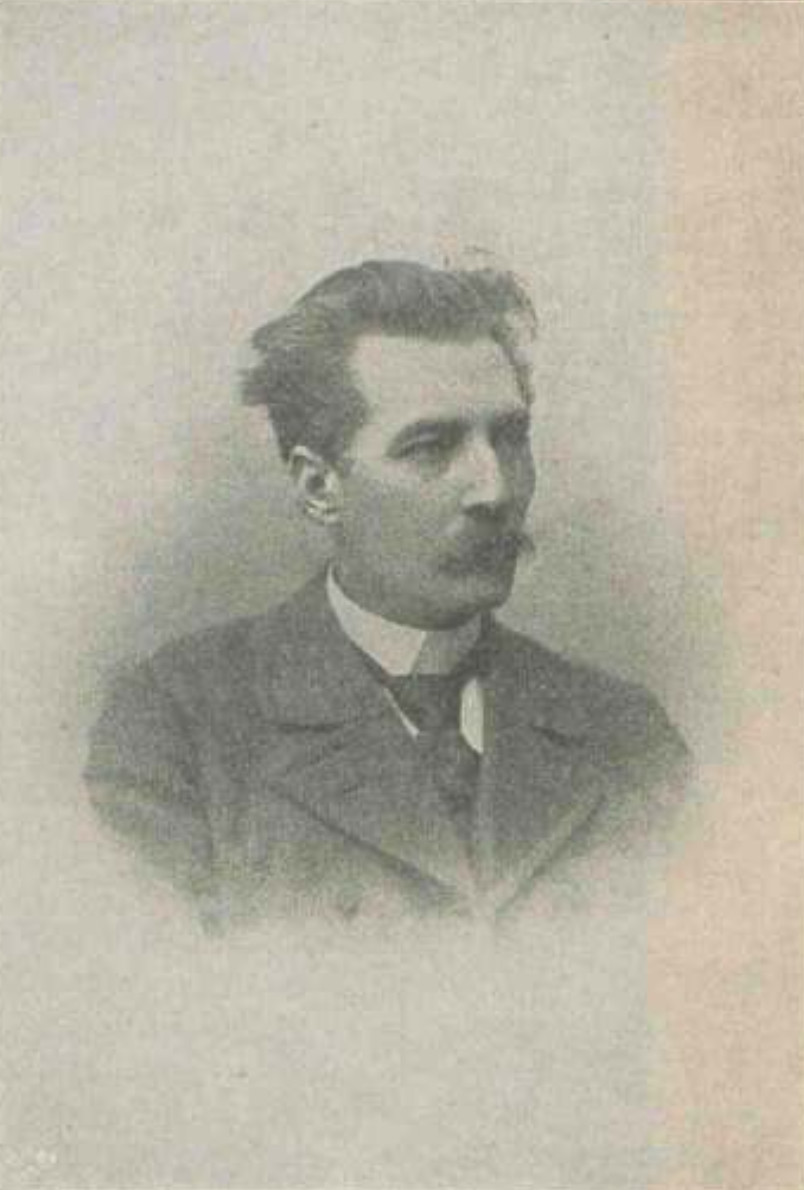
Johann Hinrich Fehrs

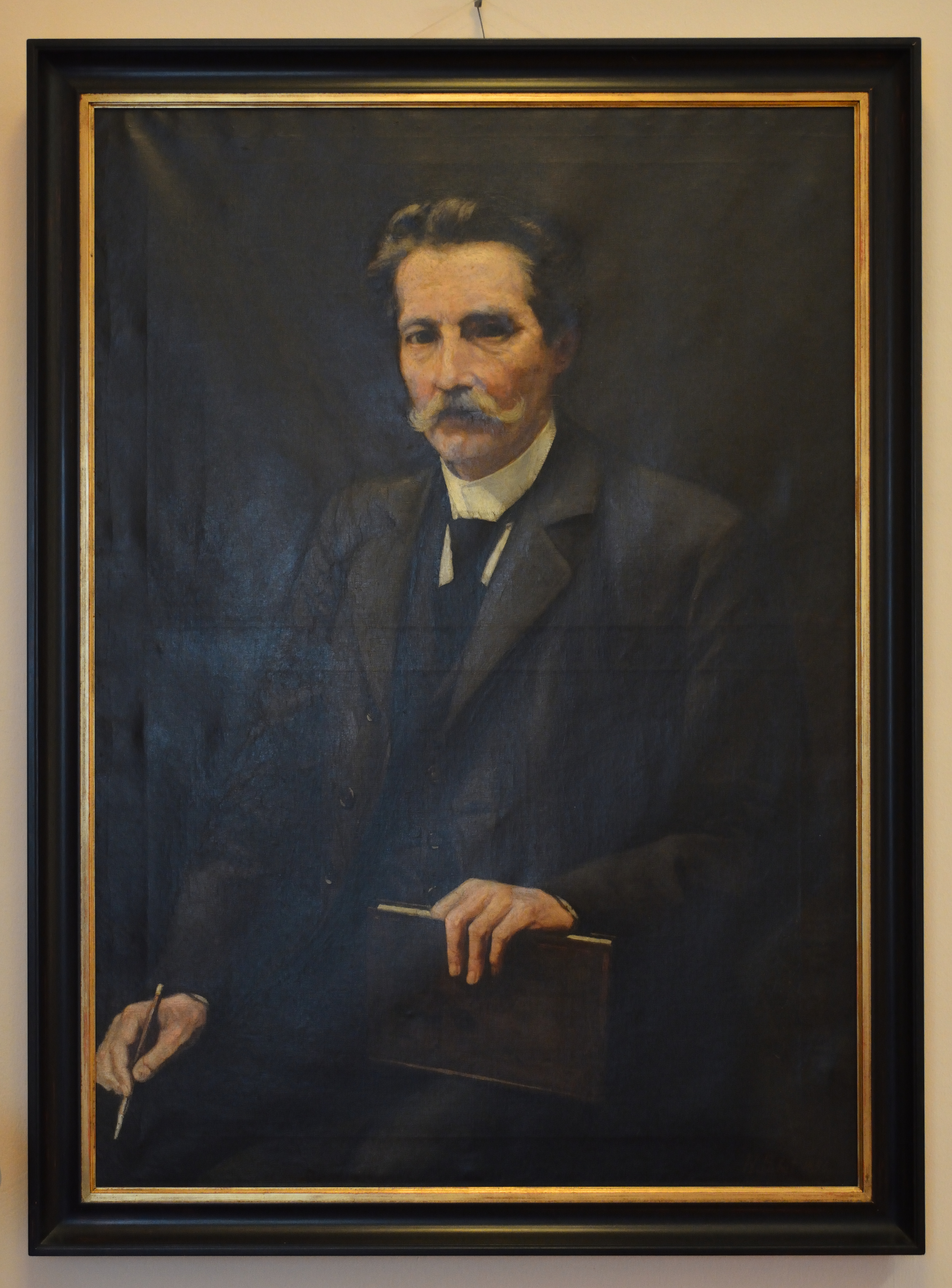
Porträt Johann Hinrich Fehrs aus dem Prinzeßhof, dem Kreismuseum des Kreises Steinburg

Johann Hinrich Fehrs (* 10. April 1838 in Mühlenbarbek; † 17. August 1916 in Itzehoe) war ein niederdeutscher Erzähler und Lyriker. 

## Leben und Werk
Johann Hinrich Fehrs lebte den größten Teil seines Lebens in Itzehoe. Er war Lehrer und Rektor an der Auguste Viktoria-Schule. Sein bekanntestes Werk war der Dorfroman Maren von 1907; darüber hinaus verfasste diverse Erzählungen. Die Fehrs-Gilde hat sich zum Ziel gesetzt, das Werk Johann Hinrich Fehrs’ lebendig zu erhalten. Der Roman Maren spielt im fiktiven Ort „Ilenbek“, mit dem Mühlenbarbek gemeint ist.
Im Ersten Weltkrieg wurden Fehrs’ heimatliterarische Texte unter einem völkisch-nationalen Aspekt als soldatisch-propagandistische Beiträge zum Krieg gewertet (Friedrich Schnoor: „Un as in den’n Kriegslarm wi staht in’t Feld, / Kämpft still in sien Heimat uns’ ‚Dichterheld.‘“).

## Hörspiele
1958 setzte der NDR seine Erzählung Kattengold unter gleichem Titel für den Funk als Mundart-Hörspiel um. Unter der Regie von Hans Tügel sprachen Henry Vahl (Magister Nagel), Heinz Lanker (Pastor), Karl-Heinz Kreienbaum (Landvogt) und Hans Mahler (Dr. Lodius) die Hauptrollen.

## Bilder

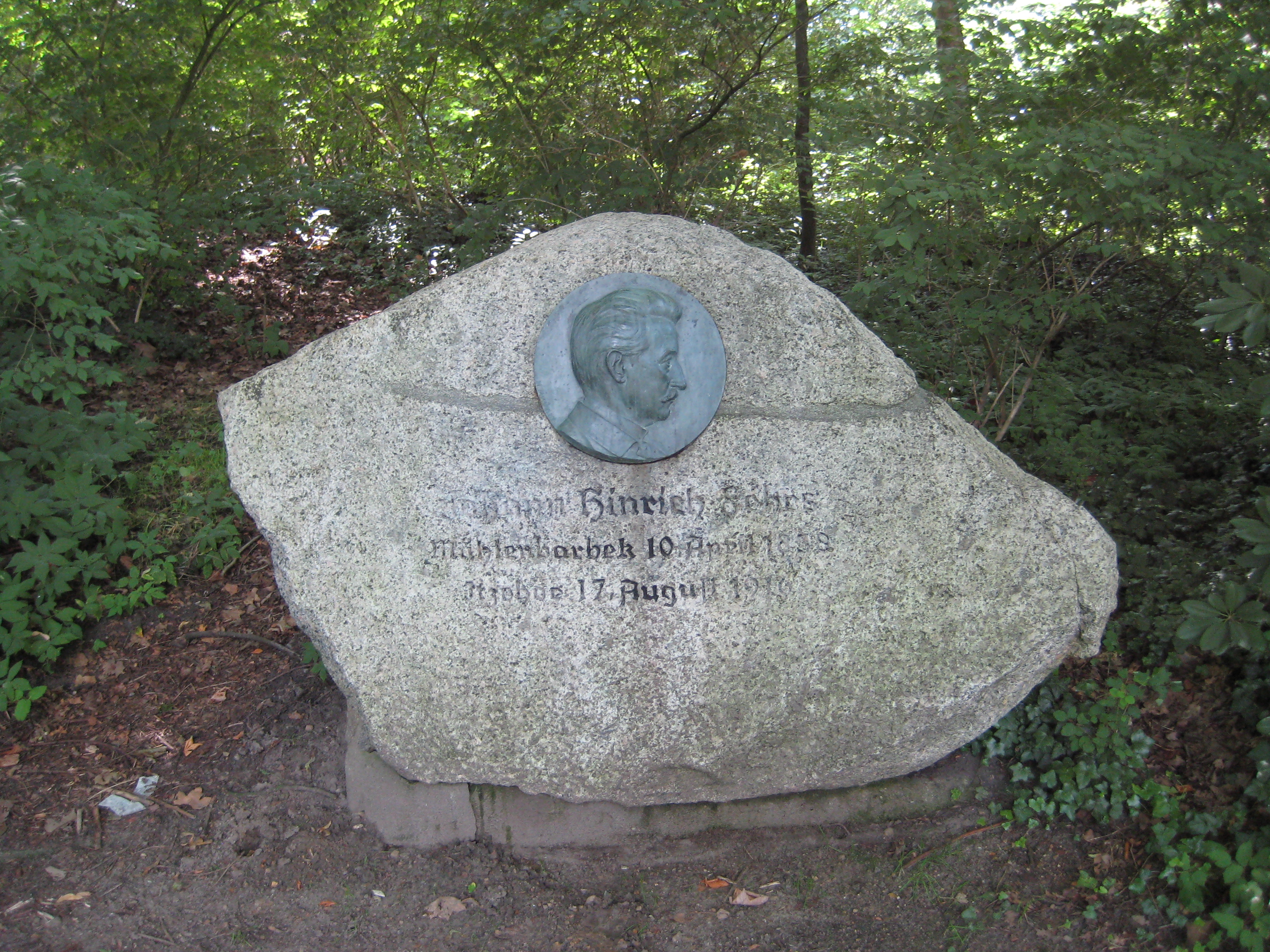
Denkmal im Cirencester-Park in Itzehoe
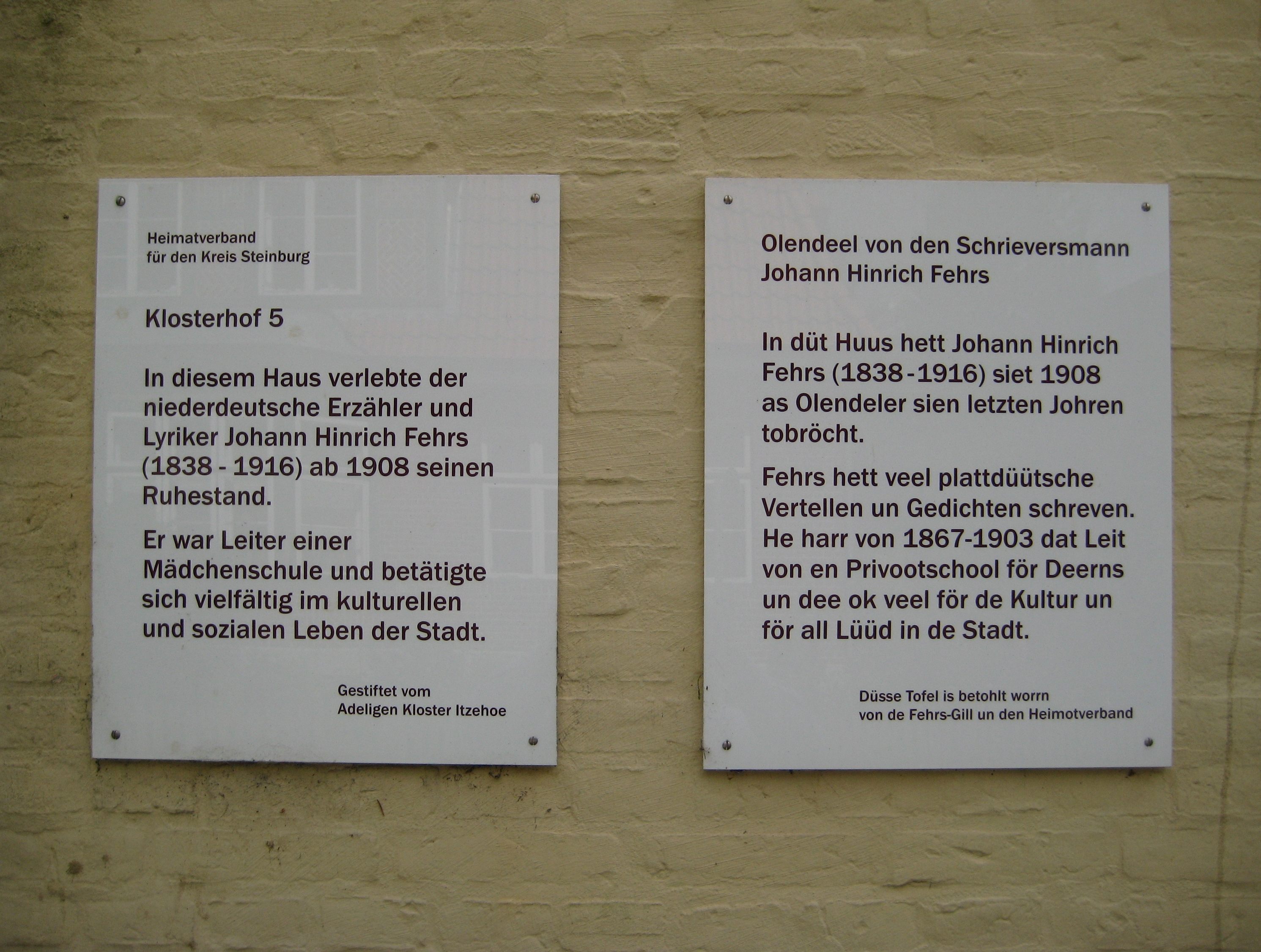
Zweisprachiger Hinweis am Haus, in dem Fehrs seine letzten Lebensjahre verbrachte
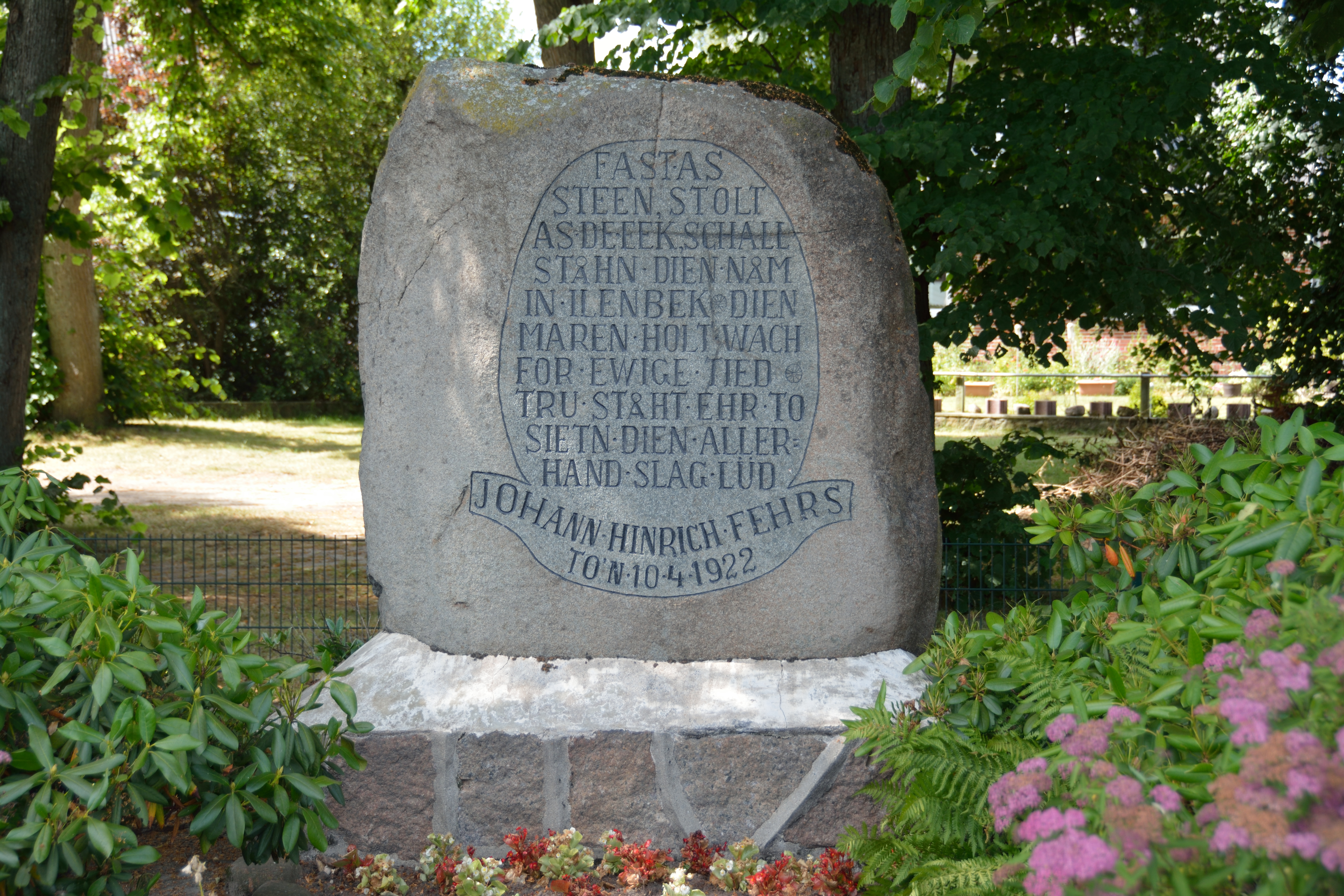
Gedenkstein in Mühlenbarbek Beginn der Inschrift: FAST AS STEEN, STOLT AS DE EEK, SCHALL STÅN DIEN NÅM IN ILENBEK…
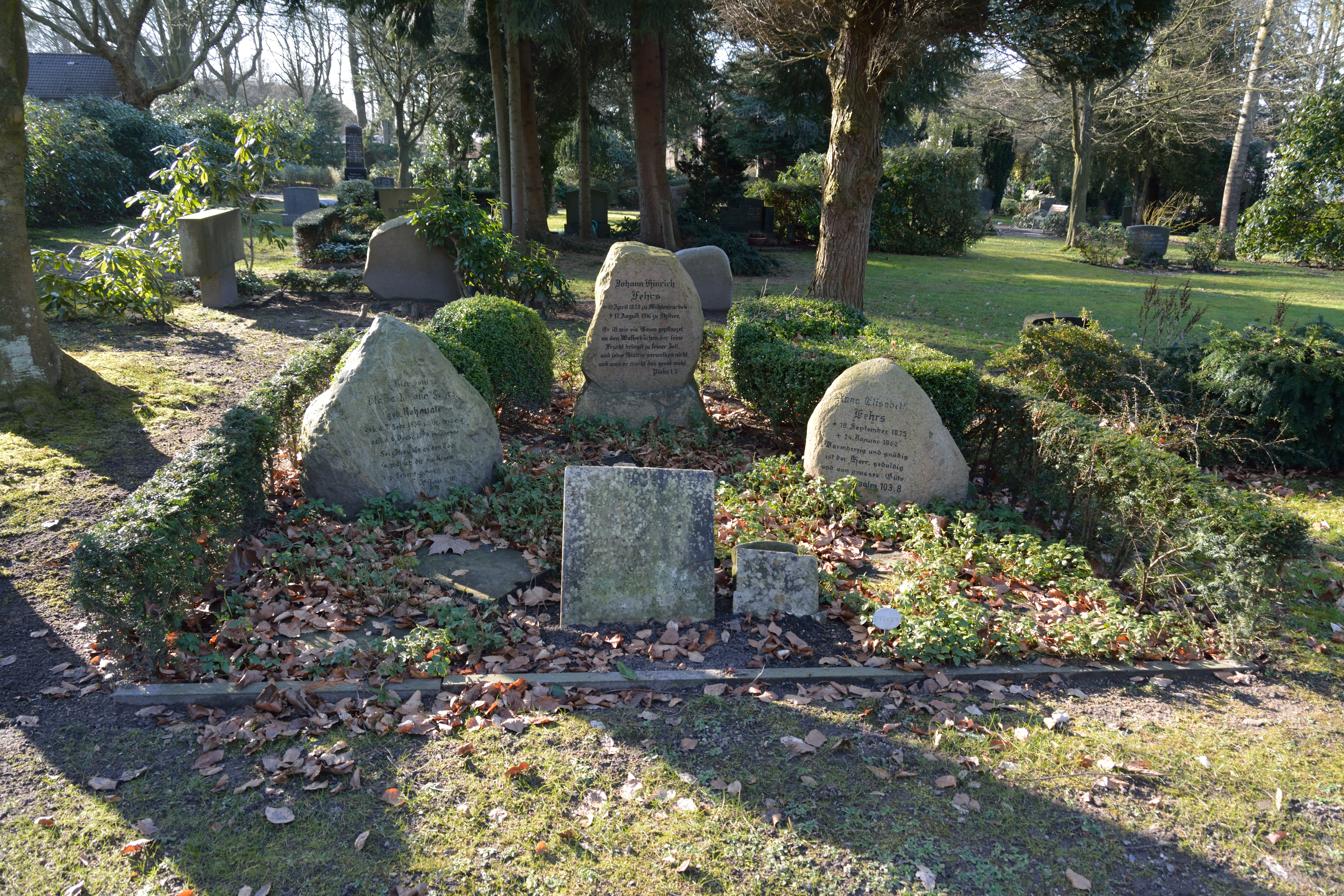
Grabmal in Itzehoe

## Auszeichnungen und Erinnerung
- 1913 Friedrich-Hebbel-Preis
- Ehrenbürger in Itzehoe. Die Urkunde ist im Kreismuseum Prinzeßhof dauerhaft ausgestellt.
- Im Kreismuseum Prinzeßhof erinnert das „Fehrszimmer“ an den Dichter und Schulleiter.
- Die „Fehrsstraße“, die „Fehrs-Schule“[3] und das Denkmal im Cirencester-Park in Itzehoe. Die durch Mühlenbarbek führende Bundesstraße 206 führt in diesem Abschnitt den Namen „Johann-Hinrich-Fehrs-Straße“. Es gibt dort eine Gedenkstätte für den Dichter. Eine „Fehrsstraße“ existiert auch in Kiel-Pries (siehe dort) sowie in Flensburg (siehe dort)[4], in Schenefeld einen „Fehrsweg“[5].
- In Neumünster gibt es eine nach ihm benannte Grundschule[6]

## Schriften
- In der Wurfschaufel. Epische Gedichte. Richter, Hamburg, 1877. Enthält: Kurt Rainer, Alte Schätze, Im Wetter, Saul's Tod, Rizpa, Traum und Nebel. (Digitalisat)
- Lütj Hinnerk. En plattdütsche Geschicht. Nusser, Itzehoe, 1878. (Digitalisat)
- Allerhand Slag Lüd. Geschichten för den Winterabend. I. Twete Oplag, Lühr & Dircks, Garding, 1895. (Digitalisat) Veerte Oplag, Garding. Enthält: Dat Gewitter, Niklas, De Fru Gräfin, Rein Gotts Wort, Nich to Mark, Klas Hinnerk, Glück, Grotvader sin Potthot, De Spinnfru, En swaren Drom, Üm hundert Daler.

Krieg und Hütte. Ein erzählendes Gedicht. Hoffmann & Campe, Hamburg 1872. (Digitalisat) Epische Dichtungen in hochdeutscher Sprache
- Krieg und Hütte
- Eigene Wege
- Kurt Rainer
- Sauls Tod
- Rizpa
- Traum und Nebel
- Persepter, Ein kleines Kulturbild aus vergangenen Tagen

Regenhågen. Vertelln un Brewen. Westermann, Braunschweig 1923.
- Lütj Hinnerk
- En Hunndanz üm Mien un Dien
- De Fru Gräfin
- Grootvåder sien Potthoot
- Rein Gotts Woort
- Niejåhr, en lütten Snack
- Brewen an Hans Jochen I - IV

De blaue Hęben, Vertelln
- Niklås
- Kohharder
- En Sünndag merrn in'e Węk
- Nich to Mark
- De Spinnfru
- En Winter in Störkamp
- Glück

Allerhand Slag Lüd, Vertelln
- Dat Gewitter
- Üm hunnert Dåler
- Dick-Trien
- En swåren Droom
- Sünnåbend

Ettgrön, Vertelln
- Binåh bankerott
- Kattengold
- Hannes Fråhm
- Klås Hinnerk
- Edderkaun
- Nettelkönig sien Hochtied
- Krein

Jehann-Ohm, Novellen
- Johanni-Storm
- In't Försterhuus
- Vetter Krischån
- Lęben un Dood

Einzelausgaben
- Maren, En Dörpsromån ut de Tied von 1848 / 51
- Ehler Schoof, Novell
- Anna Mösch un ik, Vertelln ut de Kinnertied (aus dem Nachlass)
- Zwischen Hecken und Halmen, Lyrische Gedichte in Platt- und Hochdeutsch

Neuere Sammelausgaben
- De Heiloh, Vertellen un Gedichten mit Biller von Wilhelm Petersen. Fehrs-Gilde, Hamburg-Wellingsbüttel 1957
- De hilli Beek, Vertellen un Gedichten mit Biller von Wilhelm Petersen. Fehrs-Gilde, Hamburg-Wellingsbüttel 1958